# سید کراسلی
سید کراسلی (انگلیسی: Syd Crossley؛ ‏ ۱۸ نوامبر ۱۸۸۵ – ۱ نوامبر ۱۹۶۰) بازیگر اهل بریتانیا بود.
از فیلم‌هایی که وی در آن‌ها نقش داشته‌است، می‌توان به دکتر پیکل و آقای پراید، متأهل یک‌ساعته، آتلانتیک، چتر و جوان و بی‌گناه اشاره نمود.